# David Foenkinos
David Foenkinos (Parijs, 28 oktober 1974) is een Franse schrijver. Hij heeft romans en jeugdboeken gepubliceerd en enkele scenario’s voor toneel en film geschreven. Samen met zijn broer Stéphane Foenkinos heeft hij twee films geregisseerd.

## Levensloop
David Foenkinos studeerde letteren aan de Sorbonne in Parijs. Na zijn studie werd hij gitaarleraar. In 2001 verscheen zijn eerste boek Inversion de l'idiotie bij uitgeverij Gallimard in Parijs. Op dat moment werkte hij als persvoorlichter bij Gallimard. Daarna publiceerde hij vrijwel ieder jaar een nieuw boek. Meestal romans, die vaak over de liefde gaan, maar ook twee kinderboeken en de geromantiseerde biografie Lennon over het leven van John Lennon.
In 2009 verschijnt La Délicatesse, zijn doorbraak in Frankrijk. Samen met zijn broer Stéphane Foenkinos schrijft hij het script voor de verfilming van dit boek. In 2011 publiceert hij Les Souvenirs, zijn meest autobiografische roman. Dit boek wordt in 2014 verfilmd door Jean-Pierre Rouve.
In 2014 wint hij de Prix Goncourt des lycéens en de Prix Renaudot voor Charlotte, een roman over het leven van Charlotte Salomon, een jonge Joods-Duitse schilderes die in 1943 in Auschwitz is vermoord.

## Werken

### Romans
- 2002 - Inversion de l'idiotie : de l'influence de deux Polonais
- 2002 - Entre les oreilles
- 2004 - Le Potentiel érotique de ma femme
- 2005 - En cas de bonheur
- 2006 - Les Cœurs autonomes
- 2007 - Qui se souvient de David Foenkinos ?
- 2008 - Nos Séparations
- 2009 - La Délicatesse. Nederlandse vertaling: La Délicatesse. Vertaald door Liesbeth van Nes. J.M.Meulenhoff, Amsterdam, 2012
- 2010 - Bernard. Nederlandse vertaling: Op de goede afloop. Vertaald door Liesbeth van Nes. J.M. Meulenhoff, Amsterdam, 2015
- 2010 - Lennon
- 2011 - Les Souvenirs. Nederlandse vertaling: Herinneringen. Vertaald door Liesbeth van Nes. Meulenhoff Boekerij, Amsterdam, 2013
- 2013 - Je vais mieux
- 2014 - La Tête de l'emploi
- 2014 - Charlotte. Nederlandse vertaling: Charlotte. Vertaald door Marianne Kaas. Uitgeverij Cossee, Amsterdam, 2015
- 2016 -  Le Mystère Henri Pick. Nederlandse vertaling Het geheime leven van Henri Pick. Vertaald door Carlijn Brouwer. Uitgeverij Cossee, Amsterdam, 2017
- 2018 - Vers la beauté
- 2019 - Deux soeurs. Nederlandse vertaling: Twee zussen. Vertaald door Kris Lauwerys en Isabelle Schoepen. Uitgeverij Borgerhoff & Lamberigts, Gent, 2019 ISBN 9789463930673
- 2020 - La famille Martin. Nederlandse vertaling: De familie Martin. Vertaald door Sanne van der Meij. Uitgeverij Borgerhoff & Lamberigts, Gent, 2021 ISBN 9789463934268
- 2022 - Numéro deux. Nederlandse vertaling: Nummer twee. De jongen die nét niet Harry Potter werd. Vertaald door Jef de Temmerman. Uitgeverij Borgerhoff & Lamberigts, Gent, 2022 ISBN 9789463938365

### Kinderboeken
- 2011 - Le petit garçon qui disait toujours non
- 2012 - Le Saule pleureur de bonne humeur

### Filmscripts
- 2006 - Une histoire de pieds (korte film)
- 2011 - La Délicatesse
- 2014 - Les Souvenirs

### Toneel
- 2008 - Célibataires
- 2016 - Le Plus beau jour
- 2020 - Dix ans après